# 塞西利奥·巴埃斯
塞西利奥·巴埃斯·冈萨雷斯（西班牙語：Cecilio Báez González，1862年1月1日—1941年6月18日），巴拉圭政治人物、外交官及学者。早年参与创建巴拉圭自由党，并在国立亚松森大学取得博士学位，1904年同贝尼格诺·费雷拉将军发动革命推翻红党政府，后于1905年至1906年担任巴拉圭临时总统；卸任后长期在母校国立亚松森大学任教直至逝世，其著述也对巴拉圭的历史学等人文学科发展产生了一定影响。

## 早年生涯
塞西利奥·巴埃斯于1862年1月1日生于亚松森，父亲是尼古拉斯·巴埃斯（西班牙語：Nicolás Báez），母亲是福斯蒂娜·冈萨雷斯（西班牙語：Faustina González）；巴埃斯早年在亚松森的国立学院就读，毕业后进入国立亚松森大学深造，并于1893年以论文《论公民自由》取得法学及社会学博士学位，他也是该校的第一批博士学位获得者。
巴埃斯积极投身于政治运动，他于1887年参与创建了巴拉圭自由党，并于1891年参与了该党发起的政变，但遭到执政党红党领导的政府镇压。
1901年，巴埃斯被巴拉圭政府任命为全权代表，出席在墨西哥举行的泛美会议。1904年4月15日，巴埃斯出任驻美全权公使，同年，他与贝尼格诺·费雷拉将军率领巴拉圭自由党成员推翻了红党成员领导的胡安·安东尼奥·埃斯库拉政府，自由党成员胡安·鮑蒂斯塔·高納成为总统，从而开启了自由党30余年的执政时代，巴埃斯本人则出任外交部长:69。

## 自由党执政时期
1905年12月9日，塞西利奥·巴埃斯接替高纳担任代理总统，以完成高纳剩下的任期，在任期间，巴拉圭从美国购入了该国第一辆汽车:295，翌年11月，他将总统职位交给贝尼格诺·费雷拉，重新出任外交部长，但不久后便去职:69。士官阿爾維諾·哈拉出任临时总统后，巴埃斯再度被任命为外交部长，直到哈拉卸任。
其后，巴埃斯还曾担任最高法院法官、巴拉圭驻英国、法国及意大利特命全权公使等职务:69。1920年，他回到母校国立亚松森大学，成为校长，同时担任该校历史学、法学及哲学教授，在任教期间，他也做出了一些系统性的学术研究及理论探讨。在查科战争结束后，时任总统费利克斯·派瓦再度任命他出任外交部长，以代表巴拉圭政府与玻利维亚进行和谈，最终两国于1938年7月签署《布宜诺斯艾利斯议定书》。1941年6月18日，巴埃斯在亚松森逝世，享年79岁；现时巴拉圭卡瓜苏省的一座城市被命名为塞西利奧巴埃斯，以纪念他对巴拉圭做出的贡献:69。

## 学术贡献
作为一位学识渊博的社会学家、历史学家及哲学家，巴埃斯著述颇丰，在哲学上，他受到了法国哲学家奧古斯特·孔德實證主義的影响，著有《法哲学》一书；在史学领域，他批判了巴拉圭自何塞·加斯帕尔·罗德里格斯·德·弗朗西亚以来长期持续的专制统治，著有史学作品《巴拉圭历史概述》（西班牙語：Resumen de la Historia del Paraguay）、《巴拉圭外交史》（西班牙語：Historia Diplomática del Paraguay）；还著有《巴拉圭专制制度》（西班牙語：La tiranía en el Paraguay）等社会学作品，在巴拉圭学术界具有较大的影响力。